# Gradiška
Gradiška je naselje v Občini Kungota.